# Dermatitis per cercàries
La dermatitis per cercàries o picor del nedador, és una reacció immunitària a curt termini de tipus al·lèrgic que ocorre en la pell d'éssers humans que han estat infectats amb esquistosomes transmesos per aigua contaminada. Els símptomes, els quals inclouen pruïja i pàpules, generalment es produeixen al cap d'un o dos dies després de la infecció i generalment no duren més de 2–3 setmanes. Tanmateix, les persones exposades repetidament a cercàries desenvolupen símptomes més greus i amb inici més ràpid. La dermatitis per cercàries es pot contraure tant en hàbitats d'aigua dolça com en aigua salada o de mar a tot el món. La incidència podria estar augmentant, tot i que això també pot ser atribuït a un monitoratge millor. No obstant això, la malaltia ha estat considerada com una malaltia contagiosa emergent.
Aquesta infecció no produeix efectes permanents en els humans. El tractament que es prescriu habitualment per tractar la dermatitis per cercàries i reaccions al·lèrgiques dèrmiques similars és un antihistamínic, hidroxizina, administrada oralment. A més, els banys amb farina de civada, bicarbonat o sals d'Epsom també poden alleujar els símptomes.

## Etiologia
La picor del nedador probablement és tan antiga com els éssers humans. La infecció fou descrita al segle xix, però no va ser fins al 1928 que un biòleg va descobrir que la dermatitis era causada per les larves d'un tipus de cuc paràsit platihelmint de la família Schistosomatidae. El gènere associat més freqüentment amb la dermatitis per cercàries en els éssers humans són Trichobilharzia i Gigantobilharzia. També pot ser causat per esquistosomes paràsits de vertebrats no aviaris, com Schistosomatium douthitti, el qual infecta caragols i rosegadors. Altres organismes que poden causar aquesta reacció són Bilharziella polonica i Schistosoma bovis. En hàbitats marins, especialment al llarg de les costes, també pot contraure's la picor del nedador.
Aquests paràsits utilitzen caragols d'aigua dolça i vertebrats com a amfitrions en els seus cicles de vida paràsits de la manera següent:
1. Quan els ous d'esquistosoma són depositats en un medi aquàtic es desenvolupen els miracidis, un estadi que no s'alimenta, és independent i té vida curta. Els miracidis fan servir els cilis per seguir rastres químics i físics per augmentar les seves possibilitats de trobar el primer amfitrió intermedi en el seu cicle de vida, que serà un caragol d'aigua dolça.
2. Després d'infectar un caragol, desenvolupa un esporocist mare, el qual experimenta reproducció asexual, i produeix enormes quantitats de fills esporocists, els quals produeixen asexualment un altre estadi de vida curta i també independent: la cercària.
3. Les cercàries utilitzen un apèndix semblant a una cua (sovint bifurcat en el gènere que causa la picor del nedador) per nedar a la superfície de l'aigua; i utilitzen diversos rastres físics i químics per tal de localitzar el proper i últim amfitrió (definitiu) en el cicle de vida, un ocell. Aquestes larves poden entrar en contacte accidentalment amb la pell d'un nedador. La cercària penetra en la pell i hi mor immediatament. La cercària no pot infectar éssers humans, però causen una reacció inflamatòria immunològica. Aquesta reacció causa inicialment unes taques pruriginoses a la pell. Al cap d'unes hores, aquestes taques esdevenen pàpules inflamades amb una picor intensa. Cada pàpula correspon al lloc de penetració d'un sol paràsit.Cicle de vida de la dermatitis per cercàries

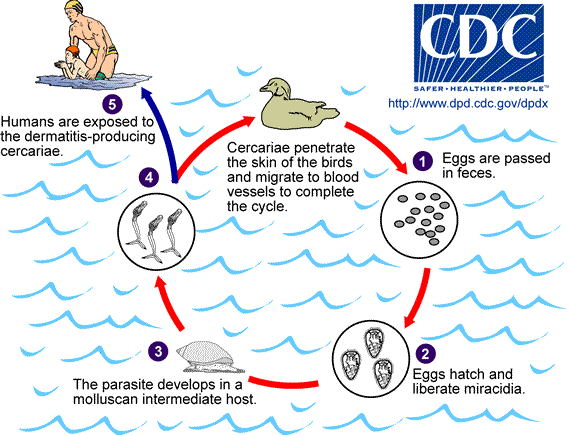
Cicle de vida de la dermatitis per cercàries

4. Després de localitzar un ocell, el paràsit penetra a través de la pell (normalment els peus), deixant caure la cua bifurcada en el procés. Dins el sistema circulatori, els cucs immadurs (schistosomula) esdevenen cucs madurs mascles o femelles, els quals s'aparellen i migren a través del sistema circulatori de l'amfitrió (o sistema nerviós dins cas de T. regenti) fins a la ubicació final (les venes que alimenten el tracte gastrointestinal) del cos amfitrió. Allà ponen ous a les venes capil·lars de la mucosa intestinal des d'on fan via fins als budells, i són abocats a l'aigua quan l'ocell defeca. Una espècie europea, Trichobilharzia regenti, en comptes d'això infecta els teixits nasals de l'ocell amfitrió i les larves es desclouen dels ous directament en el teixit quan l'ocell infectat beu o s'alimenta.[10]

## Factors de risc

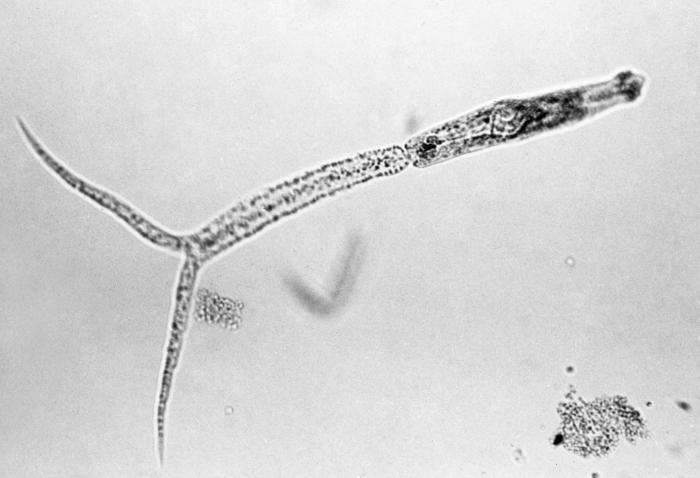
Imatge d'una cercària contagiosa.

Els humans normalment s'infecten després de nedar en llacs o altres masses d'aigua dolça de moviment lent. Algunes evidències de laboratori indiquen que els caragols sembren cercàries més intensament al matí i en dies assolellats, i per tant, l'exposició a l'aigua en aquestes condicions pot augmentar el risc. La durada de la natació es correlaciona positivament amb un augment del risc d'infecció a Europa i Amèrica del Nord, i les aigües poc profundes de la costa marítima poden albergar densitats de cercàries més elevades que les aigües obertes en alta mar. Es creu que els vents a la costa provoquen l'acumulació de cercàries al llarg de la línia de costa. Estudis sobre llacs i brots infestats a Europa i Amèrica del Nord han trobat casos en què el risc d'infecció sembla distribuir-se uniformement pels marges de les masses d'aigua, però també casos en què el risc augmenta en "punts calents" on la picor dels nedadors és endèmica. Els nens poden infectar-se més freqüentment i amb més intensitat que els adults, però això reflecteix probablement la seva tendència a nedar durant períodes més llargs a la costa, on també es concentren les cercàries. Els estímuls per a la penetració de cercàries a la pell de l'hoste inclouen àcids grassos insaturats, com els àcids linoleic i linolènic. Aquestes substàncies es produeixen de manera natural a la pell humana i es troben en locions i cremes de sol a base d'olis vegetals.

## Control

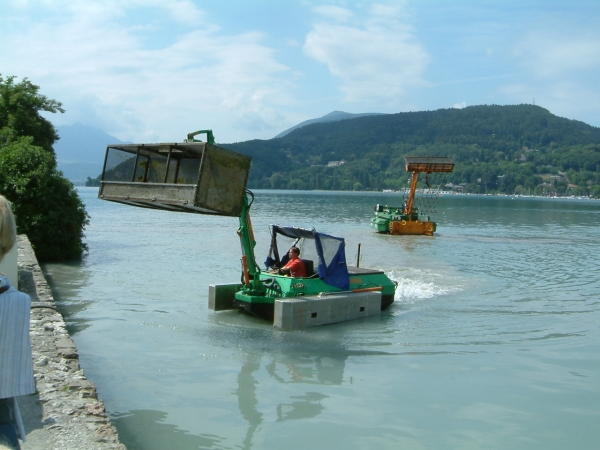
Extracció mecànica de caragols al Llac Annecy, França

A l'Amèrica del nord s'han utilitzat diverses estratègies adreçades al mol·lusc i als amfitrions aviaris d'esquistosomes, en àrees recreatives de les ribes de llacs per tractar brots de dermatitis per cercàries. A Michigan, des de fa dècades, les autoritats utilitzaven sulfat de coure com a mol·lusquicida per reduir poblacions del caragol amfitrió i, per tant, la incidència de la dermatitis. Els resultats amb aquest tractament no han estat concloents, i els motius podrien ser els següents:
- Els caragols esdevenen tolerants.
- La química de l'aigua local redueix l'eficàcia del mol·lusquicida.
- Els corrents aquàtics dispersen el producte.
- Poblacions veïnes de caragols repoblen les àrees tractades.[15]

A més, probablement, el Sulfat de coure(II)  és tòxic no només per als mol·luscos, i els efectes del seu ús en els ecosistemes aquàtics no s'ha mesurat adequadament.
S'ha provat també un altre mètode que ataca el caragol amfitrió, la interrupció de l'hàbitat de caragol amb mitjans mecànics, en algunes àrees d'Amèrica del nord i del Llac Annecy a França, amb resultats prometedors. Algunes investigacions a Michigan suggereix que administrar praziquantel als pollets d'aus aquàtiques pot reduir els índexs locals de dermatitis per cercàries en éssers humans. Una recerca sobre esquistosomosi va mostrar que les aplicacions tòpiques de repel·lent d'insecte DEET resistent a l'aigua van impedir que els schistosomes penetressin la pell de ratolins. L'educació sanitària sobre els factors de risc i una alternativa eficient a les estratègies d'intervenció esmentades anteriorment també podria reduir l'exposició humana a cercàries.